# Heteroxenotrichula variocirrata
Heteroxenotrichula variocirrata är en djurart som tillhör fylumet bukhårsdjur, och som först beskrevs av Jean-Loup d'Hondt 1966.  Heteroxenotrichula variocirrata ingår i släktet Heteroxenotrichula och familjen Xenotrichulidae. Inga underarter finns listade i Catalogue of Life.